# Морозовка (Погребищенский район)
Моро́зовка (укр. Морозівка) — село на Украине, находится в Погребищенском районе Винницкой области.
Код КОАТУУ — 0523483001. Население по переписи 2001 года составляет 668 человек. Почтовый индекс — 22220. Телефонный код — 4346.
Занимает площадь 0,277 км².

## Адрес местного совета
22220, Винницкая область, Погребищенский р-н, с. Морозовка, Школьная, 30

## Известные уроженцы
- Бурлачук, Антон Игнатьевич — Герой Советского Союза.